# NGC 1194
NGC 1194 est une galaxie lenticulaire située dans la constellation de la Baleine. NGC 1194 a été découverte par l'astronome français Édouard Stephan en 1883. Le professeur Seligman est le seul à considérer cette galaxie comme spirale.

## Caractéristiques
Sa vitesse par rapport au fond diffus cosmologique est de 3 892 ± 14 km/s, ce qui correspond à une distance de Hubble de 57,4 ± 4,0 Mpc (∼187 millions d'al).
NGC 1194 est une galaxie active de type Seyfert 1 et 2 (Sy 1.9).